# مفتون همدانی

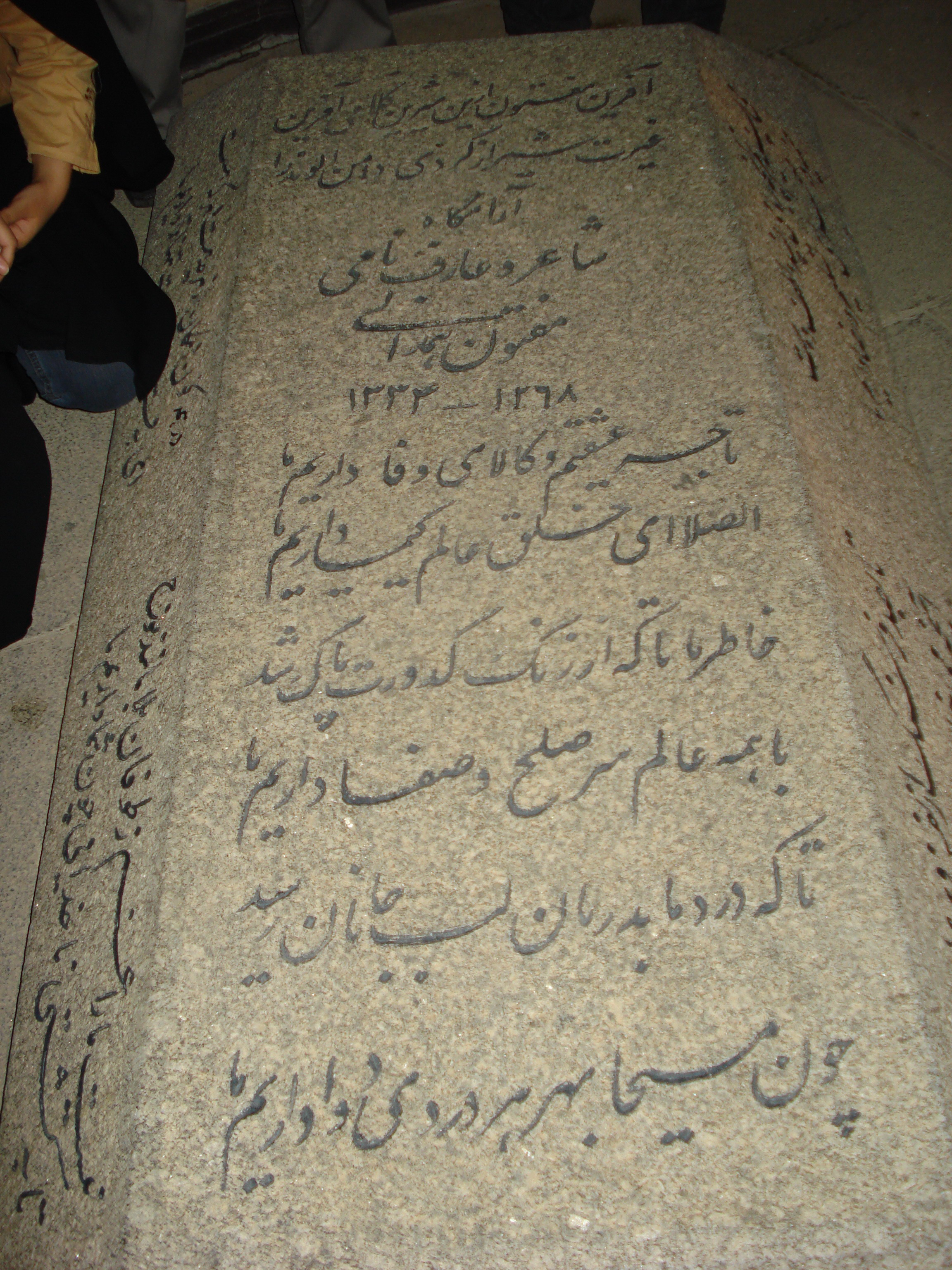
سنگ قبر این شاعر در جوار آرامگاه باباطاهر عریان

مفتون همدانی یا سید میرآقا کبریائی از شاعران قرن چهاردهم است. وی متولد ۱۲۶۸ هجری شمسی در همدان و متوفی به سال ۱۳۳۰ هجری شمسی است. سیدمیرآقا در سرودن شعر از سرآمدان معاصر بود و تخلص خود را مفتون انتخاب کرد. از دیوانی حجیم به نام دیوان مفتون به یادگار مانده‌است که سعید نفیسی مقدمه‌ای بر آن نوشته‌است. مفتون از  دراویش گنابادی بوده و به حاج ملّا علی بیدختی نورعلیشاه ثانی و جانشینان او ارادت می‌ورزیده است. به دلیل همین ارادت بود که وی بنا به دستور محمدحسن گنابادی ملقب به صالح‌علیشاه اقدام به ترجمه دعای کمیل به شعر کرد؛ منظومه‌ای که بخشی از مثنوی انسان کامل او بوده و در سال 1329 شمسی توسط شرکت چاپ مهین همدان طبع شده و در اختیار علاقمندان قرار گرفت.

## شور ورزش
عشق سرشار و علاقهٔ مفرط وی به ورزش باستانی و جسم نیرومند و پرتحرک او باعث شد که در عنفوان جوانی در ردیف پهلوانان نامی این رشته قرار گیرد. مفتون شیفتهٔ ورزش بود و ورزشکاران بسیار را تربیت کرد. او طبع شعر خود را در این زمینه نیز آزموده‌است و شاید تنها شاعری است که در اشعارش فنون و اصطلاحات ورزش باستانی و کشتی را که بالغ بر شصت فن است نام برده و در ترجیح‌بندی بالغ بر ۲۶ بند گنجانده‌است.
دیوانش به همّت فرزندش سیّد رضا مفتون «پیمان» چاپ شده‌است.

## تقابل مفتون و شهریار
در شهریور ماه ۱۳۹۲ شمسی این بحث توسط جواد محقق مطرح شد که محمدحسین شهریار شعر معروف «علی ای همای رحمت» خود را از یکی از اشعار مفتون با مطلع «علی ای همای وحدت» اخذ کرده‌است. محمد طاهری خسروشاهی و جمشید علیزاده از پژوهشگران تبریزی به شبهه‌های محقق پاسخ دادند.
متن شعر علی ای همای وحدت:
| علی ای همای وحدت تو چه مظهری خدا را      |  | که خدا نمود زینت به تو تخت انما را       |
| علی ای محیط وحدت تو چه آیتی خدا را       |  | که محاط توست کثرت چه نهان چه آشکارا      |
| علی ای سوار قدرت تو چه قدرتی خدا را      |  | که کشید دست و تیغ تو کمان لافتی را       |
| علی ای که بامحمد به دوچشم رفته یک روح    |  | صلوات ختم بنما بنگر یکی دو تا را         |
| علی ای سمای وحدت تو چه پرتوی خدا را      |  | که به نه سپهر دادی تو علو و ارتقا را     |
| تو به آسمان وحدت چه مهی چه آفتابی        |  | که گرفته نور روی تو ز ارض تا سما را      |
| به تو گر قوام هستی ز ازل خدا نبستی       |  | به تمام ملک هستی به که کردی این عطا را   |
| علی ای که داد احمد به کفت لوای حمدش      |  | که علم کند یدالله به دو عالم آن لوا را   |
| اگر آفتاب روی تو نبود قصد یزدان          |  | نه ز شمس نام بردی به قسم نه والضحی را    |
| چه تو مظهر العجایب چه تو مظهر الغرایب    |  | که شود به نفس غالب که بود به دهر یارا    |
| تو به تارک از تبارک ز ازل چو تاج هشتی    |  | فتبارک الله ایزد بسرود و مرحبا را        |
| علی ای که در شجاعت به قدر تو قدر داری    |  | که قدر به دست گیرد سر رشته قضا را        |
| نبود بجز تو حیدر نبود بجز تو صفدر        |  | به کسی نداده داور به جز از تو این قوا را |
| به کدام دهر و حینی تو حدوث گشته بودی     |  | که نمود حق نثار قدم تو هل اتی را         |
| به نبوت ولایت بکشاندی از بدایت           |  | تو تمام انبیا را تو تمام اولیا را        |
| علی ای که کس به جز تو به خدا نمی‌تواند    |  | که بقا دهد فنا را که فنا دهد بقا را      |
| به کدام چشم بیند به تو آنکه خود نبوده    |  | که ز ابتدا تو بودی و تو هستی انتها را    |
| علی ای که حب و بغض تو بهشت گشت و دوزخ    |  | که میان این دو برزخ کند امتحان ما را     |
| تو به توبه و انابه لب بوالبشر گشودی      |  | پسری قبول توبه ز پدر نمود یارا           |
| دم عیسوی ز لعل تو نمود مرده احیا         |  | که به دست پورعمران تونهادی آن عصا را     |
| چو عروج کرد احمد که به جز تو بود آنجا    |  | که به جلوه وا نماید پس پرده عما را       |
| علی ای که در سخاوت به هزارها چه حاتم     |  | ز کرم تو یاد دادی ره بخشش و سخا را       |
| به عناصر و به ارکان چه به امهات و آبا    |  | تو مهندس ار نبودی که نهادی این بنا را    |
| چه سکندری سکندر، ز توخورد، ریخت آبش      |  | چو به خضر وا سپردی سر چشمه بقا را        |
| تو اگر ز کعبه بتها به زمین نمی فکندی     |  | به خدا کسی به عالم نشناختی خدا را        |
| علی ای که بو علی‌ها ز تو رسم کرده قانون   |  | که نوشت حکمت او ز شفای تو شفا را         |
| ز عقب که می‌تواند چه تو بشکند جلو را      |  | ز جلو که می‌تواند چه تو بشگرد قفا را      |
| اگر عمرو یا که عنتر چه به نهروان چه خیبر |  | که نکرد کم ز بیم تو به جنگ دست و پا را   |
| به یراق عرش دل دل مکن و بگوی دلدل        |  | بشناس راهرو را بستای رهنما را            |
| تو به منکر خدا گو نکند به هیچ سو رو      |  | به رخ علی ببیند بشر خدا نما را           |
| به علی مکن برابر به خیال خود کسی را      |  | که به آفتاب نسبت ندهد کسی سها را         |
| به همای اوج عزت مده نسبت مگس را          |  | که به فر و شوکت خود نشناختی هما را       |
| به جز از علی چه گویی به کسی خلیفه الله   |  | ز خدای زهد و تقوی بده فرق اشقیا را       |
| علی ای که با نگاهی کنی عالمی تو احیا     |  | چه شود که وانوازی به نگاهی آشنا را       |
| نجف تو عرش دیگر بود و مقام دیگر          |  | که به عرش کرده زینت نجف تو کربلا را      |
| به عطای پادشاهی بودش امید مفتون          |  | که غلام قنبر خود بشمارداین گدا را        |

## ماجرای شعر مفتون و خبرگزاری فارس
همچنین در سال ۱۳۹۲، خبرگزاری فارس، شعری از مفتون همدانی با مطلع زیر منتشر کرد که تا سال ۱۳۹۳ بحثی رسانه‌ای را در پی داشت:
| آه از دمی که حلقه وافور ما شکست |  | کروبیان به عرش گزیدند، پشت دست |

خبرگزاری فارس پس از ۸ ماه از انتشار شعر، آن را از روی خروجی خود حذف کرد و دو ساعت بعد، آن را با کمی ویرایش و حذف منتشر کرد.
متن کامل شعر:
| آه از دمی که حلقه وافور ما شکست    |  | کروبیان به عرش گزیدند، پشت دست     |
| آدم کشید یک دو سه بستی چو در بهشت  |  | شد توبه‌اش قبول ز عصیان خویش رست    |
| نوح نبی اگر دو سه بستی نمی‌کشید     |  | برکشتی نجات، ز طوفان نمی‌گذشت       |
| زردشت داشت نام و نشان از پیمبران   |  | زیرا که داشت آتش وافور روی دست     |
| چوب صلیب به دسته وافور اگر نبود    |  | عیسی بر آن ز چرخ چهارم نمی‌گذشت     |
| احمد کشید یک دو سه بستی به عرش رفت |  | با دست دوست در شب معراج عهد بست    |
| در جنگ بدر یک دو سه بستی علی کشید  |  | آن شد سبب که پشت همه کافران شکست   |
| در کربلا حسین علی داد نشئه داد     |  | چسباند و هی کشید و بزد بست روی بست |
| مقصود جذبه احدیت بود از این        |  | مفتون نه این عصاره مفلوک زشت و پست |

## آثار مفتون
- دیوان مفتون[۵]